# Museo folcloristico nazionale della Corea
Il Museo folcloristico nazionale della Corea (국립민속박물관?, 國立民俗博物館?, Gungnip minsok bangmulgwanLR, Kungnip minsok pangmulgwanMR) è un museo etnografico, situato all'interno del parco del Palazzo Gyeongbok a Jongno, distretto settentrionale di Seul, capitale della Corea del Sud. La Paju Hall si trova invece a Paju, nella provincia del Gyeonggi.
Nell'esposizione sono presenti repliche di oggetti storici per illustrare la storia della vita tradizionale del popolo coreano. L'organizzazione fondatrice è il Ministero della cultura, degli sport e del turismo, mentre l'organizzazione manageriale è il National Folk Museum of Korea.

## Storia
Il museo è stato istituito l'8 novembre 1945 dal governo degli Stati Uniti e aperto il 25 aprile 1946 presso la Sala della memoria del municipio di Seul. Quando il museo venne fuso con il Museo nazionale della Corea, la sua collezione di 4.555 reperti fu spostata nel sito del Monte Namsan appartenente al Museo nazionale. Nel 1975, quando il Museo nazionale si trasferì nel parco del Palazzo Gyeongbok, anche il museo folcloristico si trasferì nell'edificio del Museo di arte moderna. Nel 1993 aprì in un altro edificio nel medesimo sito, che in precedenza ospitava il Museo nazionale della Corea. Il progetto si basa su elementi architettonici di vari edifici storici situati nella Corea del Sud.

## Collezione

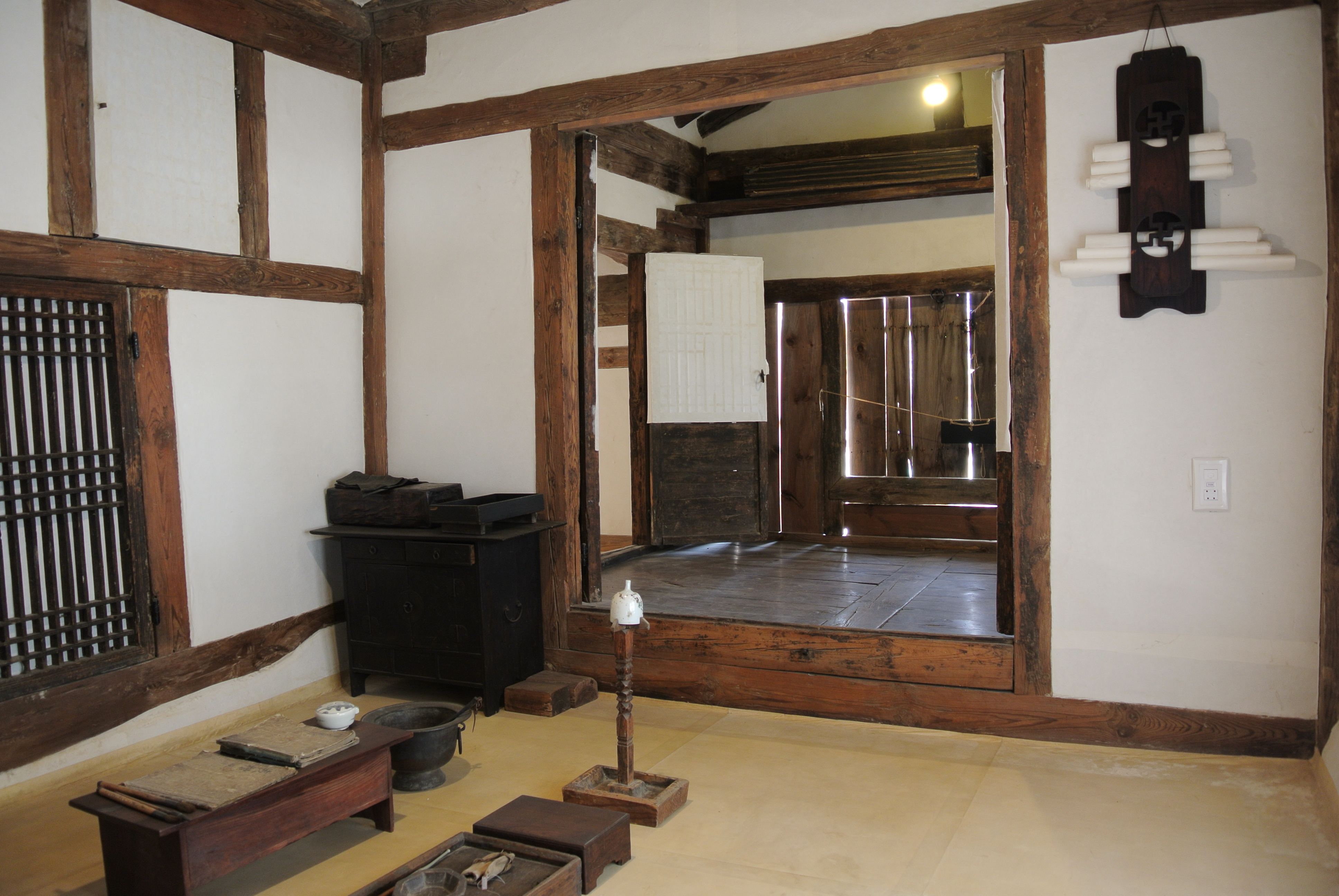
Interno di una casa tradizionale coreana.

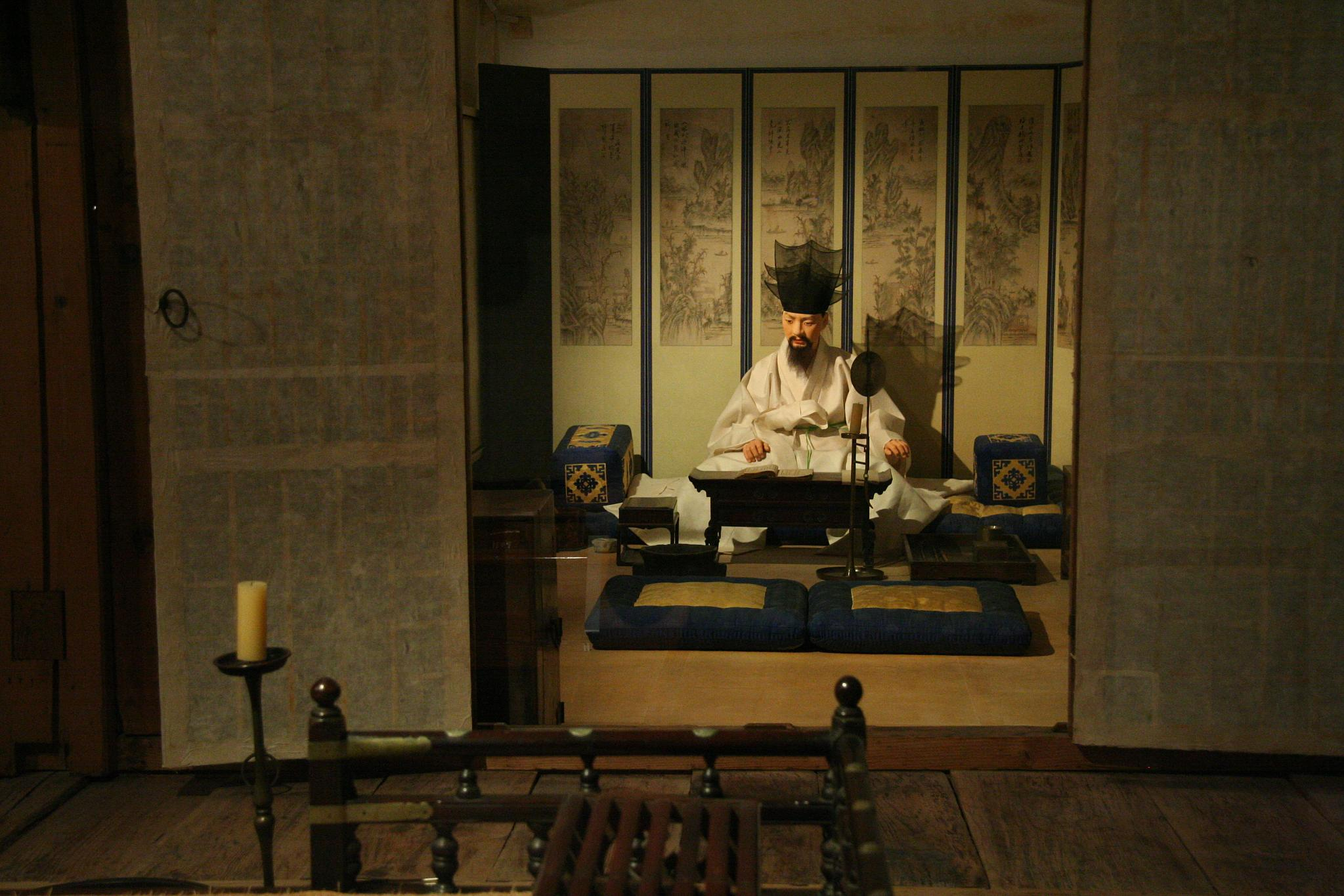
Stanza dello yangban, nobile della dinastia Joseon

Il museo si compone di tre sezioni espositive principali, con oltre 98.000 reperti:
- Storia del popolo coreano: presenta materiali della vita quotidiana in Corea dalla preistoria alla fine della dinastia Joseon nel 1910;
- Stile di vita coreano: illustra la vita degli abitanti dei villaggi coreani nei tempi antichi;
- Ciclo di vita dei coreani: raffigura le radici del confucianesimo nella cultura coreana e come questa ideologia abbia dato origine alla maggior parte dei suoi costumi.

Presenta anche mostre all'aperto, come repliche di luoghi spirituali in cui gli abitanti del villaggio erano soliti pregare, pile di pietra per il culto, mulini per macinare, magazzini per la conservazione del riso e fosse per vasi di kimchi.
A Paju si trova il Museo folcloristico nazionale di Paju (국립민속박물관 파주?), un deposito all'aperto per l'archivio e l'utilizzo di cimeli folcloristici di proprietà del museo.